# 轟木亮太
轟木 亮太（とどろき りょうた、1997年（平成9年）2月10日 - ）は、日本の社会起業家・医学生。
一般社団法人NTDs Youthの会の代表理事として、顧みられない熱帯病（NTDs）の制圧を目指した認知度拡大・アドボカシー活動を行う。

## 経歴・人物
福岡県北九州市に生まれ、早稲田大学系属早稲田佐賀高等学校を経て、2020年に九州大学薬学部を卒業後、大分大学医学部へ入学。
2023年より現在まで、一般社団法人NTDs Youthの会の代表理事として、顧みられない熱帯病の制圧を目指して活動。「顧みられない熱帯病の根絶を目指す議員連盟」の議員らと加藤勝信厚生労働大臣（当時）へ提言を行う。

## 出演
- 「求ム、危機と戦う人材 日経・FT感染症会議2023」（2023年11月26日、BSテレ東）[3]